# تشارلز ألان
تشارلز ألان (بالإنجليزية: Charles Allan)‏ (1910 في المملكة المتحدة - ) هو لاعب كرة قدم بريطاني في مركز الدفاع. لعب مع نادي نورثامبتون تاون ودارلينجتون إف سى.